# West Homestead
West Homestead è una borough degli Stati Uniti d'America, nella contea di Allegheny nello Stato della Pennsylvania. Secondo il censimento del 2000 la popolazione è di 2.197 abitanti.

## Società

### Evoluzione demografica
La composizione etnica vede una prevalenza della razza bianca (89,53%) seguita da quella afroamericana (8,83%), dati del 2000.
| borough di West Homestead Popolazione |       |
| 2000                                  | 2.197 |
| Stima al 01-07-07                     | 2.013 |